# Karl-Erik Nilsson
Karl-Erik Nilsson (Stehag, Eslöv, Escânia, 4 de janeiro de 1922 – 14 de dezembro de 2017) foi um lutador de luta greco-romana sueco.

## Carreira
Foi vencedor da medalha de ouro na categoria de 79-87 kg em Londres 1948.
Foi vencedor das medalhas de bronze na categoria de 79-87 kg em Helsínquia 1952 e em Melbourne 1956.